# 魚雷艇14号
魚雷艇14号（ローマ字：PT No.14, PT-814）は、海上自衛隊の魚雷艇。11号型魚雷艇の4番艇。

## 艦歴
「魚雷艇14号」は、昭和47年度100t型魚雷艇6014号艇として、三菱重工業下関造船所で1973年3月23日に起工され、1973年7月10日に進水、1974年2月15日に就役し、舞鶴地方隊舞鶴防備隊第2魚雷艇隊に編入された。
1987年7月1日、地方隊の改編により、第2魚雷艇隊が舞鶴警備隊隷下に編成替え。
1991年10月4日、第2魚雷艇隊が廃止となり、大湊地方隊余市防備隊第1魚雷艇隊に編入。
1993年3月22日、除籍。